# Вольное (Коропский район)
Во́льное (укр. Вільне) (до 1918 г. — Царевка) — село в Коропском районе Черниговской области Украины. Население — 380 человек. Занимает площадь 3,319 км². Расположено на берегу реки Стрижень.
Код КОАТУУ: 7422282001. Почтовый индекс: 16234. Телефонный код: +380 4656.

## Власть
Орган местного самоуправления — Вольненский сельский совет. Почтовый адрес: 16234, Черниговская обл., Коропский р-н, с. Вольное, ул. Гагарина, 48.